# Mellicta cinerea
Mellicta cinerea är en fjärilsart som beskrevs av Mellaerts 1929. Mellicta cinerea ingår i släktet Mellicta och familjen praktfjärilar. Inga underarter finns listade i Catalogue of Life.